# Tentaculata
Als Tentaculata bezeichnet man eine Klasse von Rippenquallen (Ctenophora), die sich durch den Besitz von Tentakeln auszeichnen. Sie werden klassisch den tentakellosen Nuda gegenübergestellt. Das Taxon besitzt bis heute keinen deutschen Namen (vergl. Kranzfühler). Es gibt deutliche Hinweise darauf, dass die Klasse paraphyletisch ist, also nicht alle Nachkommen ihres gemeinsamen Vorfahren umfasst. Sollte sich dies in weiteren Untersuchungen als korrekt herausstellen, würde sie von der heute vorherrschenden Systematik, der Kladistik, nicht als gültig anerkannt.

## Aufbau
Der Grundbauplan aller Rippenquallen ist bei den verschiedenen Ordnungen mannigfaltig abgewandelt. Insbesondere die namensgebenden Tentakel sind in unterschiedlichem Maße ausgebildet und spielen dementsprechend bei der Nahrungsbeschaffung eine mehr oder weniger bedeutende Rolle.
Sowohl die Arten der Ordnung Cydippida als auch diejenigen der bodenlebenden Platyctenida verfügen über zwei gut entwickelte, mit langen Querfäden, den Tentillen, besetzte Tentakel, die in Tentaktelscheiden entspringen und die aktiv zum Beutefang eingesetzt werden. Sie sind mit Colloblasten, den Klebekörperchen der Rippenquallen besetzt. Die Arten der Gattung Haeckelia setzen daneben auch Nesselzellen (Nematocysten) ein, die sie von ihrer Nesseltier-Beute übernommen haben.
Bei den Thalassocalycida, Ganeshida und Cestida sind die Tentakel dagegen verhältnismäßig kurz und stark reduziert. Die langgestreckten, gürtelförmigen Cestida tragen stattdessen ihre Colloblasten-besetzten Tentillen in vier Furchen, die an der Basis der Tentakelscheiden entspringen und an der Mundseite entlang nach außen laufen.
Die Lobata schließlich erbeuten ihre Nahrung in erster Linie mit zwei muskeldurchzogenen Mundlappen zwischen denen die so genannten auricularen Bänder liegen, die an den Tentakelscheiden entspringen und mit zahlreichen Tentillen besetzt sind. Die Tentakel selbst spielen beim Nahrungsfang nur noch eine untergeordnete bis gar keine Bedeutung; entsprechend sind sie entweder stark reduziert oder wie bei den Arten der Gattung Ocyropsis sogar ganz abwesend.

## Verbreitung und Lebensraum
Tentaculata-Arten finden sich weltweit in allen Ozeanen, sowohl in Küstennähe als auch auf dem offenen Meer und sowohl nahe der Oberfläche als auch in größerer Tiefe. Die Arten der Ordnung Platyctenida leben auf dem Meeresboden (benthisch).

## Ernährung
Alle Arten leben räuberisch; zu ihrer Beute zählen unter anderem Kleinstlebewesen aus dem Meeresplankton, Nesseltiere, kleine Krebse oder Fische. Eine Art lebt wahrscheinlich parasitisch.

## Fortpflanzung
Bei den auf dem Meeresboden lebenden Platyctenida-Arten kommt asexuelle Fortpflanzung vor, ansonsten vermehren sich alle Tentaculata-Arten auf sexuelle Weise. Fast alle sind Zwitter, besitzen also sowohl männliche als auch weibliche Keimdrüsen. Aus der befruchteten Eizelle geht jeweils ein Cydippea genanntes Jungtier hervor, dass mit Kammrippen ausgestattet schon meist wie das erwachsene Tier aussieht und bei allen Ordnungen einen ähnlichen Aufbau hat. Nur bei den Platyctenida kommt es zu einer Art Metamorphose, also einer größeren Umstrukturierung des Körpers bei der Umwandlung zum erwachsenen Tier, so dass man in diesem Fall das Cydippea-Stadium als Larve bezeichnen kann.

## Systematik
Die Tentaculata umfassen den größten Teil der Artenvielfalt innerhalb der Rippenquallen und weisen im Rahmen des gemeinsamen Grundbauplans eine erstaunliche Typenvielfalt auf. Traditionell werden sechs Ordnungen unterschieden:
- Die Cydippida sind planktonlebende kugelförmige bis ovale Rippenquallen mit gut ausgebildeten Tentakeln und Tentakelscheiden. Hierher gehören insbesondere die Seestachelbeere (Pleurobrachia pileus) und die Arten der Gattung Haeckelia, die von ihrer Nesseltier-Beute die Nesselzellen übernommenen haben.

- Die Lobata zeichnen sich durch zwei große muskuläre Mundlappen aus. Ihre Tentakel sind stark reduziert oder sogar abwesend, stattdessen verlaufen von den Tentakelscheiden je zwei mit Tentillen besetzte Furchen zu den Mundlappen hin, an denen sich die Beute verfängt.

- Die Ganeshida bestehen aus lediglich zwei Arten in einer Gattung, Ganesha, die wie junge Lobata-Rippenquallen aussehen und über zwei kleine Mundlappen verfügen.

- Thalassocalycida ist eine monotypische Ordnung, umfasst also lediglich eine einzige Art, Thalassocalyce inconstans, die oberflächlich wie eine Qualle der Hydrozoen aussieht und zwei kurze mit Tentillen besetzte Tentakel besitzt.

- Cestida zeichnen sich durch eine sehr ungewöhnliche Körperform aus: Die Tentakelebene ist bei ihnen sehr kurz, die senkrecht dazustehende Schlundebene dagegen extrem lang, wodurch der Körper ein gürtelartiges Aussehen erhält. Cestida schwimmen statt mit den teils verkümmerten Kammrippen durch wellenartige Muskelbewegungen.

- Die Platyctenida sind die am stärksten abgewandelte Gruppe innerhalb der Rippenquallen. Bis auf eine Ausnahme haben sie ihre Kammrippen ganz verloren; ihr Körper ist in der senkrecht zur Mund-Statocysten-Achse verlaufenden Ebene extrem abgeflacht, so dass sie eher wie Plattwürmer (Plathelminthes) aussehen.

Die Verwandtschaftsverhältnisse innerhalb der Klasse sind bis heute noch nicht geklärt; vorläufige Resultate besagen, dass sie erstens kein monophyletisches Taxon darstellt, also nicht alle Nachkommen des letzten gemeinsamen Vorfahren aller Tiere umfasst und dass zweitens die Ordnung Cydippida sogar polyphyletisch ist, also eine vollkommen unnatürliche Gruppierung darstellt.
Morphologische und molekulargenetische Resultate legen die folgende Systematik nahe, die allerdings noch als ungesichert betrachtet werden sollte:
|                         | Lobata           |
|                         |                  |
|                         | Thalassocalycida |
|                         |                  |
|                         | Cestida          |
| Vorlage:Klade/Wartung/3 |                  |

|  | Cydippida (Familie Haeckeliidae)    |
|  |                                     |
|  | [Nuda] (nicht Teil von Tentaculata) |
|  |                                     |

|                         | Lobata           |
|                         |                  |
|                         | Thalassocalycida |
|                         |                  |
|                         | Cestida          |
| Vorlage:Klade/Wartung/3 |                  |

|  | Cydippida (Familie Haeckeliidae)    |
|  |                                     |
|  | [Nuda] (nicht Teil von Tentaculata) |
|  |                                     |

|                         | Lobata           |
|                         |                  |
|                         | Thalassocalycida |
|                         |                  |
|                         | Cestida          |
| Vorlage:Klade/Wartung/3 |                  |

|  | Cydippida (Familie Haeckeliidae)    |
|  |                                     |
|  | [Nuda] (nicht Teil von Tentaculata) |
|  |                                     |

|                         | Lobata           |
|                         |                  |
|                         | Thalassocalycida |
|                         |                  |
|                         | Cestida          |
| Vorlage:Klade/Wartung/3 |                  |

|  | Cydippida (Familie Haeckeliidae)    |
|  |                                     |
|  | [Nuda] (nicht Teil von Tentaculata) |
|  |                                     |

|                         | Lobata           |
|                         |                  |
|                         | Thalassocalycida |
|                         |                  |
|                         | Cestida          |
| Vorlage:Klade/Wartung/3 |                  |

|  | Cydippida (Familie Haeckeliidae)    |
|  |                                     |
|  | [Nuda] (nicht Teil von Tentaculata) |
|  |                                     |

|                         | Lobata           |
|                         |                  |
|                         | Thalassocalycida |
|                         |                  |
|                         | Cestida          |
| Vorlage:Klade/Wartung/3 |                  |

|  | Cydippida (Familie Haeckeliidae)    |
|  |                                     |
|  | [Nuda] (nicht Teil von Tentaculata) |
|  |                                     |

|                         | Lobata           |
|                         |                  |
|                         | Thalassocalycida |
|                         |                  |
|                         | Cestida          |
| Vorlage:Klade/Wartung/3 |                  |

|  | Cydippida (Familie Haeckeliidae)    |
|  |                                     |
|  | [Nuda] (nicht Teil von Tentaculata) |
|  |                                     |

|                         | Lobata           |
|                         |                  |
|                         | Thalassocalycida |
|                         |                  |
|                         | Cestida          |
| Vorlage:Klade/Wartung/3 |                  |

|  | Cydippida (Familie Haeckeliidae)    |
|  |                                     |
|  | [Nuda] (nicht Teil von Tentaculata) |
|  |                                     |

Die Stellung der Ganeshida ist unbekannt.